# Vera Schalburg
Vera von Schalburg (23 de novembre de 1907 - 1993) va ser una agent soviètica, alemanya i britànica i germana de Christian Frederik von Schalburg.

## Biografia
Va néixer a Siberia, Rússia com la segona de tres fills d'August Theodor Schalburg i la seva dona Helene Schalburg. El seu pare va néixer l'any 1879 a Nyborg i la seva mare va néixer l'any 1882 a Ucraïna (possiblement a Poltava). Va viure a Rússia fins a la Revolució d'octubre de 1917 quan va fugir amb la seva família a Dinamarca.
El 1920 ella i la seva família es van traslladar de Hellerup a Vibevej, a Copenhaguen, i l'any 1922 es van traslladar a Borups Allé 4, on va viure fins al 1925 amb els seus pares i el germà més petit, August. A Dinamarca les autoritats la coneixien com a Vera Schalburg.
Més tard va viure a París on es va guanyar la vida com a ballarina i mentre feia d'agent soviètica. Allà la va reclutar l'Abwehr i la van enviar a Anglaterra el 1938. Això no li va agradar al seu germà més gran, C. F. Von Schalburg, per què creia que si es sabés que la seva germana havia estat al servei tant dels soviètics com dels alemanys això perjudicaria la seva reputació al DNSAP, partit on ell militava. El maig de 1939 va comentar la situació a Cècil von Renthe-Fink, qui va aconseguir que Vera marxés de Londres. Va continuar fent d'agent de l'Abwehr a Copenhaguen fins a la nit del 30 de setembre de 1940, quan la van enviar d'Stavanger a la costa propera a Buckie, primer en un hidroavió i el tram final en una barca de goma. Juntament amb els seus companys Karl Theodor Drücke i Werner Waelti va retornar a Londres, on va fer d'hostessa en un saló de té de moda a Mayfair, al qual solien anar els polítics més importants. Ben aviat van arrestar els tres agents i Drücke i Waelti van ser condemnats d'espionatge i penjats a la presó de Wandsworth. Vera von Schalburg va salvar la vida en acceptar fer d'agent pels britànics. Primer la va entrenar Klop Ustinov de l'MI 5 i després la van enviar a l'Illa de Wight per espiar entre els presoners agafats per la Gran Bretanya, fent-se passar per un d'ells. Després de la guerra va viatjar a Alemanya, però va tornar a Anglaterra on va passar la resta de la seva vida.

## Repercussió als mitjans de comunicació
- L'any 2013 a la producció de la TV alemanya The Beautiful Spy, Valerie Niehaus hi fa el personatge de Vera von Schalburg.[3]